# Ilsestein

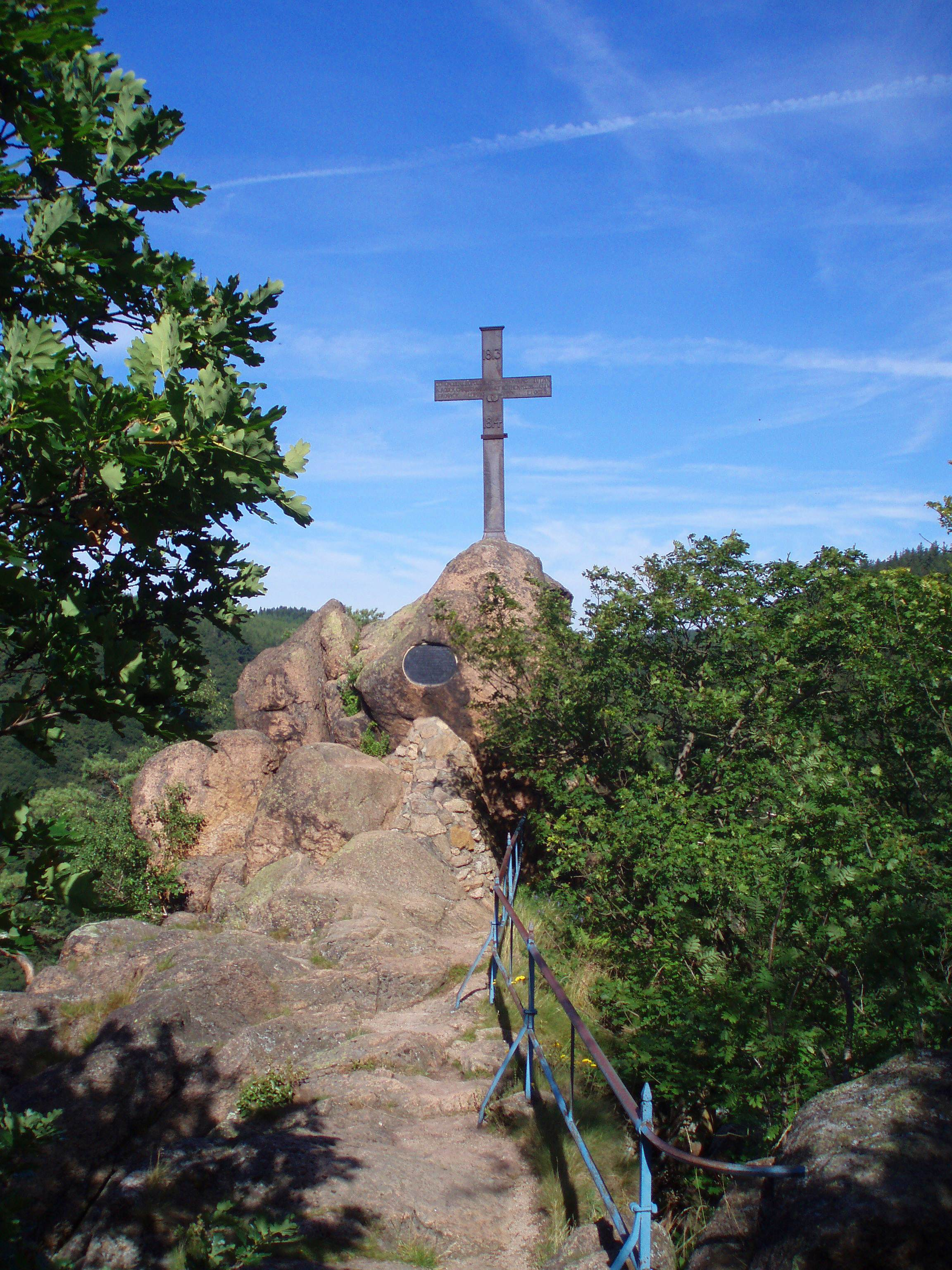
Kreuz auf dem Ilsestein

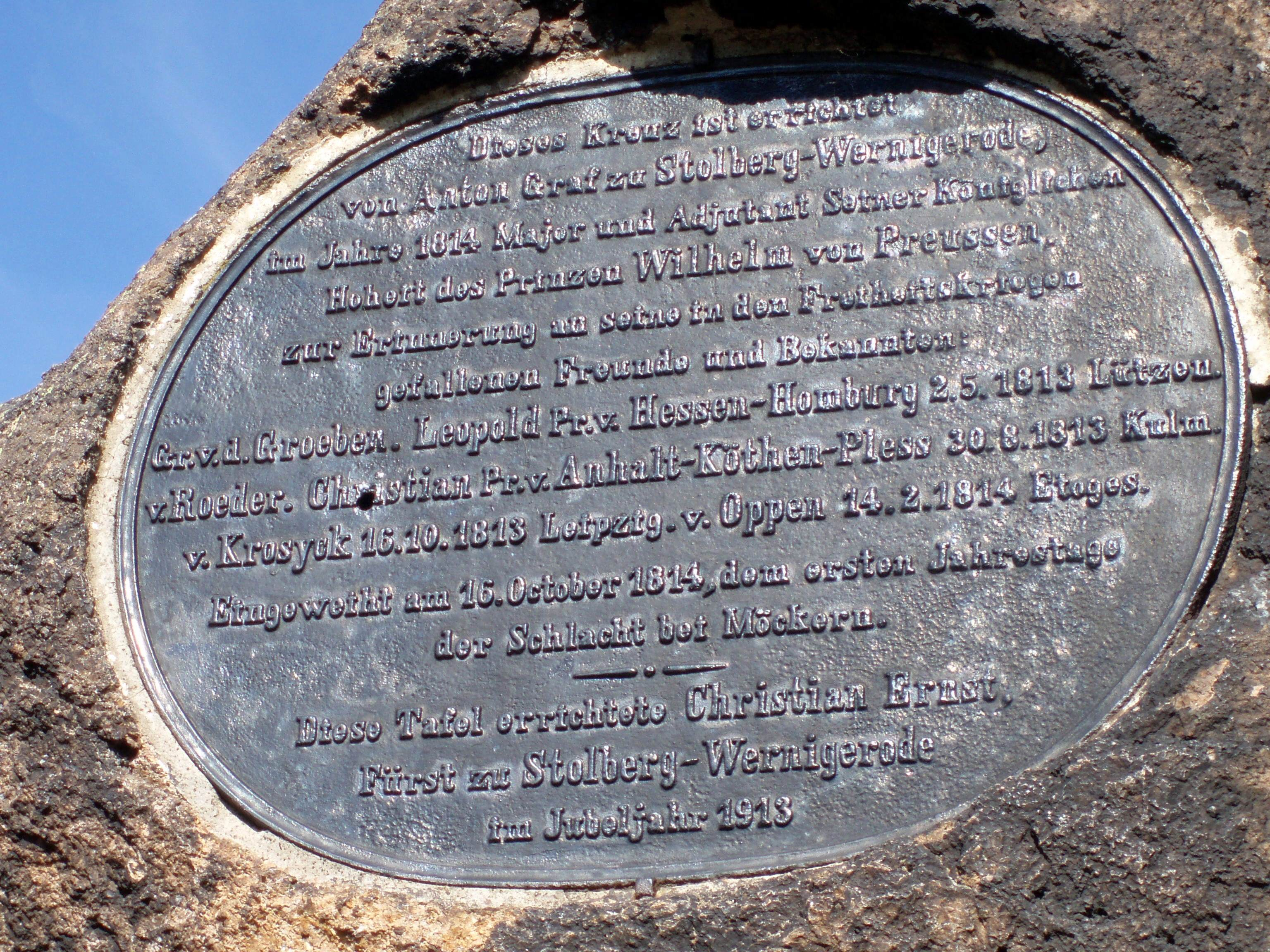
Gedenktafel von 1913

Der Ilsestein, auch Ilsenstein genannt, ist eine Granitfelsformation des Harzes nahe der Stadt Ilsenburg im Landkreis Harz, Sachsen-Anhalt.

## Geographische Lage
Der Ilsestein befindet sich im Oberharz innerhalb des Naturparks Harz/Sachsen-Anhalt im Nationalpark Harz, wobei die Grenze des Nationalparks entlang des direkt östlich der Felsformation befindlichen Waldwegs verläuft. Sein 2,25 km (Luftlinie) südsüdwestlich der Kernstadt von Ilsenburg auf 473,2 m ü. NHN gelegener Gipfel erhebt sich etwa 130 bis 160 m hoch über den direkt westlich in Süd-Nord-Richtung vorbeifließenden Oker-Zufluss Ilse. Topographischen Karten ist zu entnehmen, dass eine im Flusstal befindliche Weggabelung nordöstlich unterhalb der Felsformation auf 315,5 m ü. NN und eine östlich des Ilsesteins neben dem Gasthaus Ilsestein gelegene Stelle des vorgenannten Waldwegs auf 465,6 m ü. NN liegt.

## Geschichte

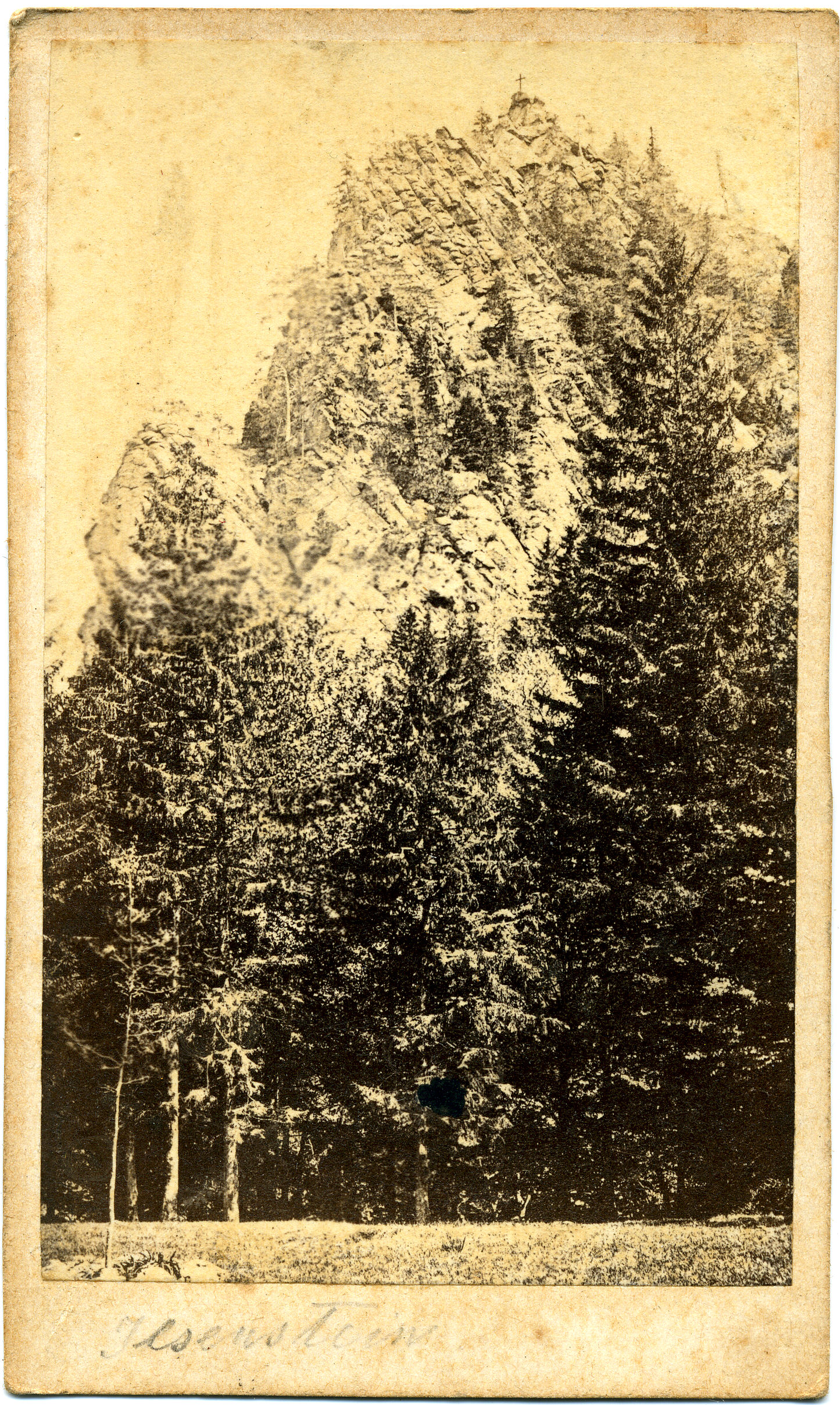
Ilsestein, Foto aus dem 19. Jahrhundert

Auf dem Ilsestein befand sich im 11. Jahrhundert auch eine kleine, salierzeitliche Reichsburg König Heinrichs IV. (1050 – 1106). Die auf ihr eingesetzte Burgmannschaft bestand aus Reichsministerialen, die das Königsgut im Harzwald beaufsichtigten und zugleich beständig Plünderungen an den zum Kloster Ilsenburg gehörigen Gütern unternahmen. Die Burg wurde bereits Ende des Jahres 1105 durch eine antikaiserliche Opposition sowie auf Befehl Papst Paschalis II. zerstört. Ihre Lage konnte durch Ausgrabungen zwischen 1955 und 1962 rekonstruiert werden.
Auf dem Gipfelfels ließ Graf Anton zu Stolberg-Wernigerode (1785–1854) am 16. Oktober 1814, ein Jahr nach dem Gefecht bei Möckern am ersten Tag der Völkerschlacht bei Leipzig, ein eisernes Kreuz errichten. Es dient der Erinnerung an seine in den Befreiungskriegen (1813–1815) gefallenen Freunde und Bekannten. Am 18. Oktober 1913 wurde im Beisein von Fürst Christian-Ernst zu Stolberg-Wernigerode (1864–1940) eine zusätzliche Gedenktafel mit der Erläuterung der Entstehungsgeschichte des Eisenkreuzes von 1814 enthüllt.
Um den Ilsestein ranken sich mehrere Sagen, die zum Beispiel Heinrich Pröhle zu Papier brachte. Otto Roquette schrieb über die bekannteste Sage, nämlich die von Herzog Heinrich, der von Ilse im Felsenreich 3 Jahre gebannt wird, das Versepos „Herr Heinrich“.
Johann Wolfgang von Goethe erwähnt den „Ilsenstein“ in der Walpurgisnacht-Szene in Faust I sowie zusammen mit Heinrichshöhe und Schnarcherklippen in Faust II.
Heinrich Heine beschreibt in Die Harzreise, wie er den „Ilsenstein“ besteigt.
Ein „Ilsenstein“ wird im ersten Akt von Adelheid Wettes Textbuch zur Märchenoper Hänsel und Gretel von Engelbert Humperdinck erwähnt.

## Aussichtsmöglichkeit und Wandern

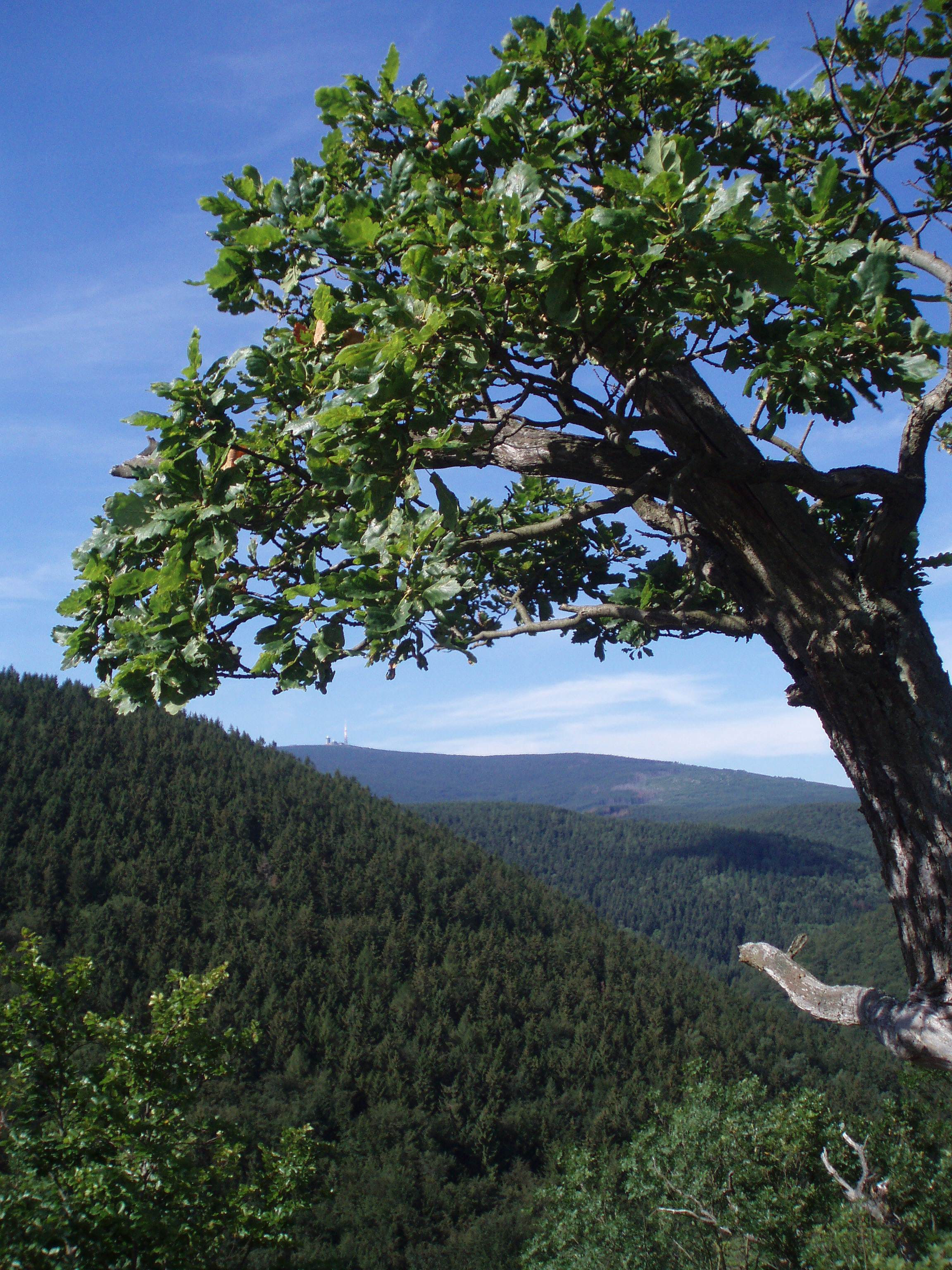
Brockenblick vom Ilsestein

Vom Gipfel des Ilsesteins fällt der Blick zum naheliegenden Brocken, der sich etwa im Südwesten erhebt, in das Ilsetal mit dessen Randbergen sowie nach Norden nach Ilsenburg und in das Harzvorland.
Das seit November 2016 wiedereröffnete Gasthaus Ilsestein ist als Nr. 30 in das System der Stempelstellen der Harzer Wandernadel einbezogen.

## Sagen
- Ludwig Bechstein: Jungfrau Ilse[6]